# Antioch Arrow
Antioch Arrow est un groupe de punk rock américain, originaire de San Diego, en Californie. La majeure partie de leur discographie est publiée au label indépendant Gravity Records. Le groupe, qui se sépare en 1994, compte un dernier album posthume publié en 1995, et est considéré comme l'un des groupes les plus importants des années 1990 pour avoir lancé les mouvements emo et post-hardcore à la fin des années 1990 et au début des années 2000.

## Biographie
Le groupe est d'abord formé en 1992 par le chanteur Aaron Montaigne, le bassiste Mac Mann, et le batteur Ron Avila (aussi connu sous les surnoms Ron Anarchy et Maxamillion Avila). Avila et Montaigne se connaissaient déjà dans le groupe Heroin ; Avila en était le premier batteur, mais il partira après leurs deux premiers concerts. Montaigne se joint alors au groupe pour le remplacer. Le trio recrute ensuite les guitaristes Jeff Winterberg et Aaron Richards puis, avec cette formation, publie un split 7" avec le groupe Candle et leur premier EP vinyle The Lady Is A Cat, en 1993 chez Gravity Records. Après ça, Richards quitte le groupe et est remplacé par Andy Ward (Evergreen).
Avec cette formation solidifiée, le groupe publie un deuxième EP, In Love With Jetts, en 1994, encore une fois chez Gravity Records. Duant leur existence, le groupe embarque pour trois tournées américaines. La première s'effectue sur la côte ouest au printemps 1993. La deuxième est une tournée d'un mois entre juin et juillet 1993. La troisième et dernière se fait entre juin et juillet 1994. Des problèmes de van et des conflits internes mènent au raccourcissement de cette dernière tournée. Ils jouent leur dernier concert à Boulder, dans le Colorado, vers le 6 juillet 1994.

## Membres

### Derniers membres
- Aaron Montaigne – chant (1992-1994)
- Mac Mann – basse (1992-1994)
- Ron Avila – batterie (1992-1994)
- Jeff Winterberg – guitare (1992-1994)
- Andy Ward - guitare (1994)

### Ancien membre
- Aaron Richards – guitare (1992-1993)

## Discographie

### Albums studio
- 1993 : The Lady Is A Cat
- 1994 : In Love With Jetts
- 1995 : Gems Of Masochism

### Splits
- 1993 : Antioch Arrow/Candle (split 7")

### Compilations
- 1997 : Antioch Arrow